# Eugenie Clark
Eugenie "Genie" Clark, ook gekend als The Shark Lady (New York, 4 mei 1922 - Sarasota, 25 februari 2015), was een Amerikaans ichtyoloog. Clark was vooral bekend om haar onderzoek naar het gedrag van haaien en het bestuderen van de kogelvisachtigen. Clark was een pionier op het gebied van SCUBA-duiken voor onderzoeksdoeleinden. Behalve dat ze werd beschouwd als een autoriteit in de mariene biologie, kreeg ze ook erkenning als promotor voor het behoud van de zee.

## Biografie

### Jeugd en opleiding
Eugenie Clark werd geboren en groeide op in New York. Haar vader, Charles Clark, stierf toen Eugenie bijna twee jaar oud was en haar moeder, Yumico Motomi, trouwde later met de Japanse restauranteigenaar Masatomo Nobu.
Clark ging naar de lagere school in Woodside, Long Island, en studeerde af aan de Bryant High School in Queens, New York waar zij de enige student van Japanse afkomst was. Al op jonge leeftijd was Clark gepassioneerd door de mariene wetenschap en veel van haar schoolwerken handelden over onderwerpen in de mariene biologie. Een eerste bezoek op negenjarige leeftijd aan het New York Aquarium in Battery Park inspireerde Clark om elke zaterdag daarna terug te keren naar het aquarium, gefascineerd door zeedieren. Het werk van natuuronderzoeker William Beebe inspireerde Clark om later oceanograaf te worden.

### Academische en wetenschappelijke carrière
Clark behaalde in 1942 een Bachelor of Arts in zoölogie aan het Hunter College. Tijdens de zomers studeerde ze aan het Biological Station van de Universiteit van Michigan en voorafgaand aan haar graduaatstudies werkte ze als chemicus voor Celanese Corporation. Clark wilde graag studeren aan de Columbia-universiteit, maar haar aanvraag werd afgewezen uit angst dat ze uiteindelijk zou besluiten haar wetenschappelijke carrière vroegtijdig te beëindigen om zich te concentreren op de opvoeding van haar kinderen. Uiteindelijk behaalde Clark zowel een Master of Arts (1946) als een Ph.D (1950) aan de New York-universiteit. Tijdens haar jarenlange studies deed Clark onderzoek aan het Scripps Institution of Oceanography in La Jolla, het American Museum of Natural History in New York, het Marine Biological Laboratory in Massachusetts en het Lerner Marine Laboratory in Bimini.
In 1949 voerde Clark in het kader van een Office of Naval Research-programma in Micronesië wetenschappelijk onderzoek uit naar de vispopulatie in Guam, de Marshalleilanden, de Palau-eilanden, de Noordelijke Marianen en de Caroline-eilanden. Na het voltooien van haar doctoraatsonderzoek ontving Clark een Fulbright-studiebeurs om ichtyologische studies te volgen in het Marine Biological Station in Hurghada, aan de noordelijke Rode Zeekust van Egypte. Deze ervaringen werden besproken in het eerste boek van Clark, Lady with a Spear (1953), waarvan de publicatie gedeeltelijk tot stand kwam met ondersteuning van het Eugenie Saxton Memorial Fellowship en een Breadloaf Writers 'Fellowship.

#### Cape Haze
Anne en William H. Vanderbilt, fans van het boek Lady with a Spear en eigenaar van een landgoed in het zuidwesten van Florida, nodigden Clark uit om in 1954 op een openbare school in Englewood, Florida, te spreken. Nadat Clark een presentatie had gegeven over de vissen in de Rode Zee, vertelden de aanwezigen dat ze veel vergelijkbare dieren in lokale wateren hadden ontmoet en geïnteresseerd waren om meer over hen te leren. Vervolgens bouwden de Vanderbilts een laboratorium voor Clark in het gebied. Het werd in 1955 het Cape Haze Marine Laboratory genoemd.
Bij het Cape Haze Marine Laboratory werkte Clark samen met een lokale visser, Beryl Chadwick, die ervaring had met het vangen van haaien. Chadwick was Clarks enige assistent ten tijde van de oprichting van het lab. Het eerste verzoek van het laboratorium voor haaienonderzoek kwam van John H. Hellen, directeur van het New England Institute for Medical Research. Toen de activiteiten van het laboratorium in wetenschappelijke tijdschriften werden gepubliceerd, begonnen verzoeken van andere onderzoekers binnen te komen en onderzoekers van over de hele wereld kwamen in Cape Haze studeren. Een van de gastonderzoekers was Sylvia Earle, die aan de Duke University aan haar proefschrift over algen werkte. Earle assisteerde Clark bij het maken van een herbarium door dubbele exemplaren in de referentieverzameling van het laboratorium onder te brengen.
In Cape Haze voerde Clark een aantal gedrags-, reproductieve en anatomische experimenten uit op haaien en andere vissen. Ze dook regelmatig in de lokale wateren en bestudeerde verschillende organismen. Tijdens deze duiken maakte Clark vaak gebruik van glazen potten om specimen te vangen, een techniek die gepopulariseerd werd door Connie Limbaugh, hoofdduiker bij het Scripps Institution of Oceanography. Met deze potten kon Clark onbekende exemplaren terugbrengen naar het laboratorium voor verdere studie. Het Cape Haze-laboratorium verhuisde in 1960 naar Siesta Key, Florida. Wetenschappers bleven het laboratorium bezoeken, waaronder scheikundigen van de Dow Chemical Company.
In 1962 nam Clark deel aan de Israëlische South Red Sea Expedition, die een kamp oprichtte op een van de Eritrese eilanden van de Dahlak-Archipel. Haar studies waren niet alleen gericht op haaien, maar ook op andere, voornamelijk grote pelagische soorten. In 1966 verliet Clark het laboratorium voor een functie aan de faculteit van de City University of New York. In 1968 werd ze instructeur aan de Universiteit van Maryland, College Park. Terwijl Clark daar werkte, ontving ze een groot aantal onderscheidingen. Clark stopte in 1999 officieel bij de universiteit van Maryland, maar gaf nog verscheidene jaren elk semester les in het departement zoölogie.
Clark keerde in 2000 terug naar het Cape Haze-laboratorium, inmiddels omgedoopt tot het Mote Marine Laboratory. Ze werkte daar als "Senior Scientist", emeritus en trustee tot haar dood aan longkanker op 25 februari 2015. Clark was haar gehele leven een actieve onderzoeker en duiker tot haar laatste duik in 2014 en ze publiceerde haar onderzoeksresultaten tot januari 2015, waarbij aanvullend onderzoek nog steeds werd gedaan op het moment van haar overlijden.

### Privéleven
Clark was vijfmaal gehuwd, met Henry Yohinobu Kon (1997-2000), Igor Klatzo (1970), Chandler Brossard (1967 - 1969), Ilias Themistokles Konstantinu (1950-1967) en Jideo Umaki (1942-1947). Met haar tweede echtgenoot, Dr. Ilias Konstantinu, een orthopedisch chirurg had ze vier kinderen, Hera, Aya, Themistokles en Nikolas.

## Nalatenschap
Clark schreef twee boeken, Lady with a Spear (1953) en The Lady and the Sharks (1969), 80 wetenschappelijke verhandelingen en meer dan 70 artikelen en professionele papers. Ze doceerde aan 60 Amerikaanse universiteiten en in 19 landen in het buitenland, verscheen in 50 televisiespecials en documentaires en was het onderwerp van talrijke biografieën.
Ze deed een aantal wetenschappelijke ontdekkingen en vijf vissoorten zijn naar haar vernoemd, Callogobius clarki (Goren), Sticharium clarkae (George & Springer), Enneapterygius clarkae (Holleman), Atrobucca geniae (Ben-Tuvia & Trewavas) en Squalus clarkae, ook gekend als Genie’s hondshaai.